# 梁衡 (明朝)
梁衡（？年—1636年），號澹明，陕西汉中府城固县人。明末政治人物。

## 生平
萬曆四十三年（1615年）乙卯科陕西乡试舉人，崇祯四年（1631年）辛未科进士，大理寺观政，授莱阳县知县，七年革职为民，早亡，妻子李氏，生子梁复震。